# Mokhotlong
Mokhotlong é um dos 10 distritos do Lesoto. Sua capital possui o mesmo nome, Mokhotlong.
Esta é uma das regiões mais pobres do Lesoto e sua população é de aproximadamente 100.000 habitantes. Mokhotlong é uma região montanhosa onde se localiza a mina de diamantes mais alta do mundo e a estrada mais alta da África, cuja altitude chega a 3.275m em seu ponto mais alto, a "Passagem de Tlaeeng", conhecida como o "Teto da África".

## Demografia
| 1966   | 1976   | 1986   | 1996   | 2006   | 2016    |
| 60.167 | 73.508 | 79.671 | 85.628 | 97.713 | 100.442 |